# Desnudos azules
Los desnudos azules es una serie de collages y litografías en color de Henri Matisse, realizados a partir de recortes de papel que representan figuras desnudas en diversas posturas. Restringido por su condición física tras la operación de cáncer de estómago, Matisse comenzó a crear arte recortando y pintando a mano hojas de papel, que Matisse consideraba obras de arte independientes por derecho propio. Los desnudos azules también hacen referencia a las ediciones múltiples basadas en los recortes. Matisse supervisó la creación de estas litografías hasta su muerte en 1954. 
Desnudo azul IV, el primero de los cuatro desnudos, necesitó un cuaderno de estudios y dos semanas de trabajo de recortes y arreglos antes de que el artefacto resultante le satisficiera. Finalmente, Matisse llegó a su pose favorita para las cuatro obras: piernas entrelazadas y un brazo que se extiende detrás del cuello. La postura de la mujer desnuda es como la de varios desnudos sentados realizados en los primeros años de la década de 1920, en última instancia, la postura deriva de las figuras depuestas de Le bonheur de vivre. El segundo de la serie, Blue Nude II, se completó en 1952.
A pesar de la forma plana del papel, los recortes recuerdan a las primeras esculturas de Matisse por su calidad tangible y su relieve, especialmente por la sensación de volumen que crea la superposición de los recortes. Desnudo azul I, en particular, puede compararse con esculturas como La Serpentine, de 1909.
Para Matisse, el azul significaba distancia y volumen. Frustrado en sus intentos de casar con éxito tonos dominantes y contrastados, el artista se vio impulsado a utilizar losas sólidas de un solo color al principio de su carrera, una técnica que se conoció como fauvismo. Los recortes pintados al gouache que componen los Desnudos azules se inspiraron en la colección de escultura africana de Matisse y en su visita a Tahití, en 1930. Tuvieron que pasar otros veinte años y un periodo de incapacidad postoperatoria, antes de que Matisse sintetizara esas influencias africanas y polinesias en esta serie seminal.
Tras su muerte, las obras se imprimieron en un número especial de la revista Verve de 1956, titulado «Les Derniers Oeuvres de Matisse», aunque sólo las terminadas antes de su muerte llevan su firma.  La serie se exhibió posteriormente en el Museo de Arte Moderno (MoMA) de Nueva York desde octubre de 2014 hasta febrero de 2015 como parte de la exposición Henri Matisse: The Cut-Outs.